# 成仏寺 (横浜市)
成仏寺（じょうぶつじ）、山号は正覚山（しょうがくざん）、院号は法雨院（ほうういん）。

## 歴史
永仁年間、心地覚心（法灯円明国師）が開基して深厚山と称し、真言宗・仏心宗（禅宗）・律宗・浄土宗の四宗を兼ねた（四宗兼学）が、応永年間、後小松天皇が師岡の熊野権現（師岡熊野神社、横浜市港北区）を勅願所に定め、師岡保内12ヶ郷神領寄進の宣旨を下したことから同地域の寺院12ヶ寺を社務に定めたとき、当寺をその随一に置き後小松院の院号を賜ったという。
天正18年（1590年）4月、豊臣秀吉が門前に「保内12郷の禁制（きんぜい）」を出した。また、慶長年間には徳川家康から10石の朱印地と3町歩の境内地の寄進を受けた。元和9年（1623年）、徳川家光の命により四宗兼学から浄土宗のみに改め、知恩院の直末となった。なお、浄土宗改宗の初祖は本譽呑無（万行）上人である。
寛永7年（1630年）に徳川家光の上洛の際の宿泊所「神奈川御殿」が境内に造営されたため、代替地として与えられた現在地に移転、塔頭6坊を持つ大寺となり栄えた。その後、本堂は享保2年（1717年）に闡譽霊察（せんよれいさつ）によって再建された。塔頭は宝永4年（1707年）までに4坊が、明治元年（1868年）に残る2坊が廃絶。境内の鎮守熊野神社は同年の神仏判然令により分離した。
当寺の現在地である神奈川にあった神奈川宿は日米和親条約締結の舞台であり、下田開港のさいに本堂が外国人宣教師の宿舎となった。当時滞在した著名人に、ヘボン式ローマ字の創始者ジェームス・カーティス・ヘボン (James Curtis Hepburn) 博士および、宣教師のブラウンやバラー、のちに日本滞在記を遺したフランシス・ホールなどがいる。ここで日本語塾が開かれ、アーネスト・サトウもここで学んでいる。
昭和３７年現堂宇再建　昭和４３年庫裏再建

## ギャラリー

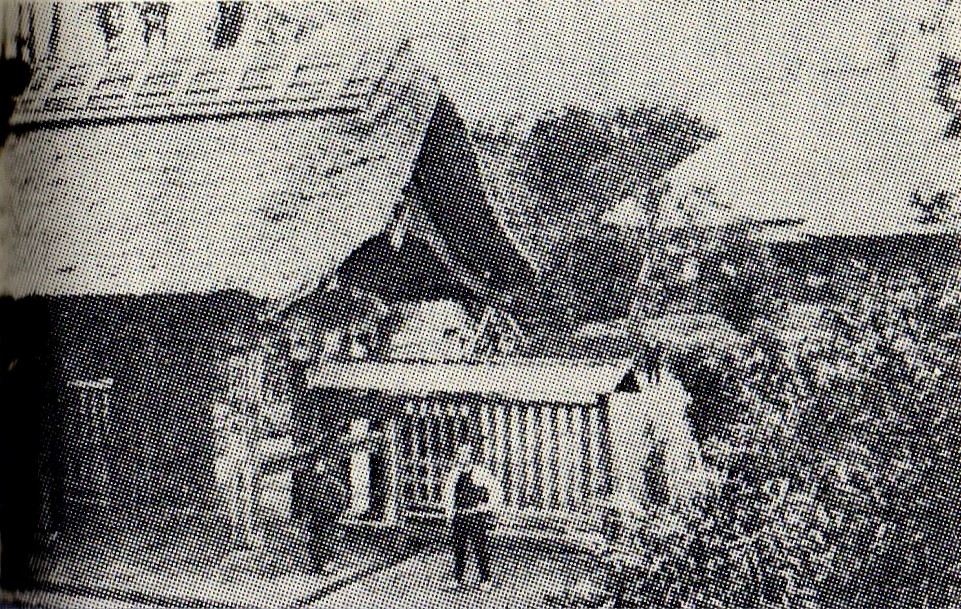
J・C・ヘボンが最初に滞在した頃の寺（今まで成仏寺の門前であると伝承されてきたが、近年の調べで本覚寺とする説もある。）
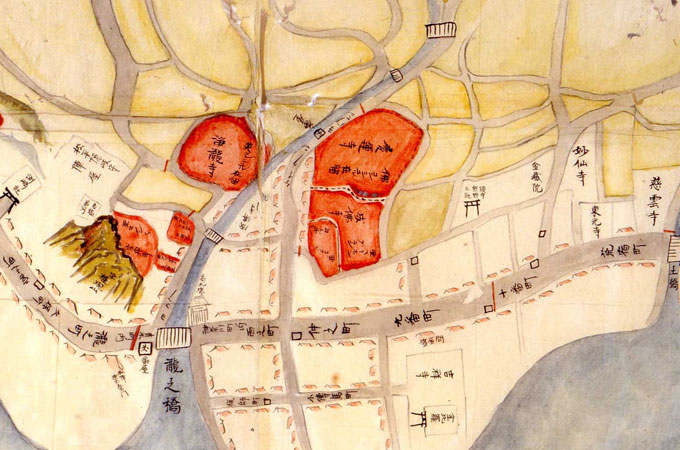
古地図

## 仏像
- 本尊阿弥陀三尊像 - 阿弥陀如来坐像は像高76cm、材質は銀杏。寛政3年（1791年）4月8日の銘がある。脇侍の観世音菩薩立像・勢至菩薩立像はともに姫小松で、第二次世界大戦後に施入された。
- 善導大師立像
- 円光大師（法然）立像

## 伝承
- 浪石（なみいし）泣き石（なきいし）波岩（なみいわ）涙石（なみだいし）千貫石 - 浦島太郎（うらしまたろう）の龍宮伝説。

⑴石表に帯びし乾湿にて潮汐の干満を示していた
⑵浦島が蓬莱より帰せし時、元の場所すら跡形もなく途方に暮れ本石に腰掛て落涙した
など諸説残る

## 交通
当寺前を含む旧神奈川宿周辺の道路は横浜市により「神奈川宿歴史の道」として整備される